# Ejegayehu Dibaba
Ejegayehu Dibaba, född den 21 mars 1982, är en etiopisk friidrottare som tävlar i långdistanslöpning. Dibaba kommer från en etiopisk löparfamilj. Hennes kusin är den dubbla olympiska mästaren Derartu Tulu och hennes syster är den framgångsrika Tirunesh Dibaba. 
Dibabas första större internationella framträdande var vid VM i Paris 2003 där hon slutade nia på 10 000 meter. Vid OS 2004 blev hon silvermedaljör på samma distans. Vid VM 2005 blev hon dubbel bronsmedaljör på 5 000 och 10 000 meter. Vid båda loppen vann hennes syster Tirunesh. 
Hon deltog även vid VM 2007 i Osaka där hon slutade sjua på 10 000 meter. Vid Olympiska sommarspelen 2008 hamnade hon på en 14:e plats.

## Personliga rekord
- 5 000 meter - 14.32,74
- 10 000 meter - 30.18,39